# Devene Point
Der Devene Point (englisch; bulgarisch нос Девене nos Dewene) ist eine schmale und felsige Landspitze der Brabant-Insel im Palmer-Archipel westlich der Antarktischen Halbinsel. Sie ragt 2,08 km nordöstlich des Zabel Point, 8,5 km ostnordöstlich von Gand Island und 4,68 km südsüdwestlich des Fleming Point in die Dallmann-Bucht hinein. Sie wurde zu Beginn des 21. Jahrhunderts durch den Rückzug des Rush-Gletschers freigelegt.
Die bulgarische Kommission für Antarktische Geographische Namen benannte sie 2015 nach der Ortschaft Dewene im Nordwesten Bulgariens. 